# Санакоев, Ацамаз Иналович
Ацамаз Иналович Санакоев (род. 8 июня 1992, Ардон, Северная Осетия) — российский борец борец вольного стиля, призёр чемпионатов России, обладатель Кубка европейских наций в командном зачёте, мастер спорта России.

## Спортивные достижения
- 2011 Первенство России среди юниоров — ;
- 2012 Первенство России среди юниоров — ;
- 2012 Первенство Европы среди юниоров — ;
- 2013 Мемориал Дейва Шульца — ;
- 2013 Турнир «Гран-при Степана Саркисяна» — ;
- 2014 Турнир памяти Д. П. Коркина — ;
- 2015 XII Международный турнир на призы главы Нефтеюганского района Владимира Семёнова — ;
- Чемпионат России по вольной борьбе 2013 года — ;
- Чемпионат России по вольной борьбе 2016 года — ;